# Assassin’s Creed (film)
Az Assassin's Creed 2016-ban bemutatott amerikai sci-fi akciófilm Justin Kurzel rendezésében. Az azonos című című videójáték-sorozat adaptációja.
A főbb szerepekben Michael Fassbender, Marion Cotillard, Jeremy Irons, Brendan Gleeson, Charlotte Rampling és Michael K. Williams látható.
Az Amerikai Egyesült Államokban 2016. december 21-én, Magyarországon 2016. december 29-én mutatták be a mozikban.

## Cselekmény
1492-ben, Andalúziában, a granadai háború idején Aguilar de Nerhát felveszik az aszaszinok közé. Feladata megvédeni Ahmed herceget a templomosoktól. 1986-ban a fiatal Callum „Cal” Lynch tanúja lesz, amint apja, Joseph, aki maga is bérgyilkos, megöli az anyját, hogy megvédje őt a templomosoktól. Nem sokkal később Alan Rikkin, az Abstergo Alapítvány (a templomosok fedőszervezete) vezérigazgatója vezeti azokat a fegyvereseket, akik el akarják fogni Josephet. Az apa arra kéri fiát, meneküljön el előlük.
2016-ban Cal halálbüntetést kap egy kerítő megöléséért. Az Abstergo megrendezi a kivégzését és Madridba viszik egy kutatóintézetbe. A templomosok célja megszerezni az éden almáját, egy ősi civilizáció által készített eszközt, amellyel irányíthatják a szabad akaratot és megszüntethetik az erőszakot. Cal Aguilar leszármazottja birtokolta utoljára az almát. Sofia, Alan lánya és az intézet vezető tudósa beülteti Calt egy Animus nevű gépbe: ez lehetővé teszi, hogy átélje Aguilar genetikai emlékeit, és a tudósok is megfigyelhessék azokat, így kideríthetik, hol rejtették el az almát.
1492-ben Aguilar és társa, María Ahmed herceg megmentésére indulnak. Őt Tomás de Torquemada templomos nagymester raboltatta el, így próbálva rákényszeríteni Ahmed apját, XII. Mohamed szultánt az alma átadására. Aguilarék rajtaütnek a templomosokon, de Torquemada zsoldosa, Ojeda legyőzi és fogságba ejti őket. Ekkor Sofia megszakítja Cal kapcsolatát az Animusszal, és kihúzza őt a gépből.
Cal találkozik a létesítményben fogva tartott többi bérgyilkos-leszármazottal, akik közül a legtöbben bizalmatlanok vele szemben. Kivételt jelent azonban Lin, aki a 16. századi kínai bérgyilkos, Shao Jun leszármazottja, valamint Moussa, a 18. századi haiti bérgyilkos, Baptiste utóda. Cal egyre gyakrabban tapasztal hallucinációkat, amit az Animus kutatói „vérző hatásként” emlegetnek, ezek során Aguilar és Joseph emlékei is felbukkannak az elméjében. A kezelések során Sofia bizalmába fogadja Calt, és elárulja, az ő anyját is egy bérgyilkos ölte meg, így osztozik Cal gyűlöletében a Testvériség iránt.
Az Animusban Aguilart és Maríát egy autodafé keretében kivégzésre ítélik, de Aguilar kiszabadítja magukat. Ezután látványos tetőn átívelő üldözés következik, amely egy klasszikus „hit ugrásában” csúcsosodik ki, mellyel sikeresen elmenekülnek. A jelenet hatására Cal elméje hevesen reagál, és egy időre lebénul. Amikor megtudja, hogy apja, Joseph is a létesítményben van, kérdőre vonja őt anyja halála miatt. Joseph elmondja neki, hogy a vérző hatás segítségével Cal képes lesz elsajátítani Aguilar harci képességeit. Cal anyja szintén bérgyilkos volt, és ő maga kérte a megölését, mielőtt a templomosok belekényszeríthetnék az Animusba. Cal ezt nem fogadja el, esküt téve az alma megtalálására és ezáltal az aszaszinok elpusztítására. Eközben Alan Rikkint egy magas rangú templomos, Ellen Kaye a több milliárd dolláros Animus-projekt lezárására készteti, mivel szerinte a templomosok már győztek: „az embereket már nem érdekli a szabadságuk… elégedetten követik az utasításokat.” Ez az állítás Sofiában is kétségeket ébreszt apja valódi szándékait illetően.
Joseph-fel való megrendítő találkozása megerősíti Calt elhatározásában, és visszatér az Animusba. A múltban Aguilar és María rajtaütnek a Muhammad és Torquemada közötti találkozón: megölik a templomosok embereit, és visszaszerzik az éden almáját. Azonban Ojeda elfogja Maríát, aki inkább meghal, mintsem elárulja az almát, önként a templomos kardjába dőlve. Ezzel lehetőséget ad Aguilarnak Ojeda megölésére és egy újabb „hit ugrásával” a menekülésre. Az ugrás ereje túlterheli az Animust, és az berobban. Aguilar később Kolumbusz Kristófnak adja át az almát, aki megfogadja, a sírjába viszi magával azt. A jelenben, amikor Moussa és a többi bérgyilkos fogoly lázadást indít, Alan utasítja az Abstergo biztonsági szolgálatát a létesítmény kiürítésére. Az őrök megölik Josephet és a rabok többségét. Cal az Animus kamrájában marad, ahol ősei kivetüléseivel találkozik, köztük Aguilarral, Arno Doriannal, Joseph-fel és édesanyjával. Sofia eközben egy olyan bérgyilkos vetületét látja, aki rá hasonlít, elbizonytalanítva őt. Anyja szavai hatására Cal végül elfogadja bérgyilkos örökségét, és miután teljesen elsajátította Aguilar képességeit, csatlakozik Moussához és Linhez az intézetből történő szökésben.
Miután a templomosok Kolumbusz sírkamrájából megszerzik az almát, egy londoni szentélyben ünnepi ceremóniát tartanak győzelmük tiszteletére. A szentélyben azonban megjelenik Cal, visszaszerezni az almát. Az immár kiábrándult Sofia találkozik Cal-lel, és vonakodva ugyan, de hagyja, hogy cselekedjen. Cal megszerzi az almát és megöli Alan Rikkint. Sofia bosszút esküszik, míg Cal és társai távoznak, újra esküt téve, hogy minden áron megvédik az éden almáját a templomosoktól.

## Szereplők
| Szereplő                              | Színész                  | Magyar hang            |
| ------------------------------------- | ------------------------ | ---------------------- |
| Callum „Cal” Lynch / Aguilar de Nerha | Michael Fassbender       | Viczián Ottó           |
| Callum „Cal” Lynch / Aguilar de Nerha | Angus Brown (fiatalon)   | Ács Balázs             |
| Dr. Sofia Rikkin                      | Marion Cotillard         | Györgyi Anna           |
| Alan Rikkin                           | Jeremy Irons             | Hirtling István        |
| Joseph Lynch                          | Brendan Gleeson          | Rosta Sándor           |
| Joseph Lynch                          | Brian Gleeson (fiatalon) | Horváth-Töreki Gergely |
| Ellen Kaye                            | Charlotte Rampling       | Menszátor Magdolna     |
| Moussa                                | Michael K. Williams      | Kálid Artúr            |
| McGowen                               | Denis Ménochet           | Varga Rókus            |
| Mary Lynch                            | Essie Davis              | Hámori Eszter          |
| Maria                                 | Ariane Labed             | Eredeti nyelven        |
| Benedicto                             | Carlos Bardem            | Eredeti nyelven        |
| XII. Muhammad szultán                 | Khalid Abdalla           | Eredeti nyelven        |
| Tomás de Torquemada                   | Javier Gutiérrez         | Eredeti nyelven        |
| Emir                                  | Matias Varela            | Dolmány Attila         |
| Nathan                                | Callum Turner            | Ember Márk             |

### Magyar változat
- Bemondó: Bozai József
- Magyar szöveg: Tóth Tamás
- Hangmérnök: Márkus Tamás
- Rendezőasszisztens és vágó: Kajdácsi Brigitta
- Gyártásvezető: Fehér József
- Szinkronrendező: Nikodém Zsigmond

A szinkront a Mafilm Audio Kft. készítette el.